# Euthyphleps rectivenis
Euthyphleps rectivenis är en bönsyrseart som beskrevs av Wood-mason 1889. Euthyphleps rectivenis ingår i släktet Euthyphleps och familjen Toxoderidae. Inga underarter finns listade i Catalogue of Life.